# NGC 1946
NGC 1946 је расејано звездано јато у сазвежђу Златна риба које се налази на NGC листи објеката дубоког неба.
Деклинација објекта је - 66° 23' 41" а ректасцензија 5h 25m 16,4s. Привидна величина (магнитуда) објекта NGC 1946 износи 12,6 а фотографска магнитуда 12,7. NGC 1946 је још познат и под ознакама ESO 85-SC84.